# Aumeville-Lestre
Aumeville-Lestre és un municipi francès situat al departament de la Manche i a la regió de Normandia. L'any 2007 tenia 139 habitants.

## Demografia

### Població
El 2007 la població de fet d'Aumeville-Lestre era de 139 persones. Hi havia 60 famílies de les quals 20 eren unipersonals (8 homes vivint sols i 12 dones vivint soles), 28 parelles sense fills i 12 parelles amb fills.
La població ha evolucionat segons el següent gràfic:
Habitants censats

### Habitatges
El 2007 hi havia 82 habitatges, 58 eren l'habitatge principal de la família, 13 eren segones residències i 11 estaven desocupats. 78 eren cases i 4 eren apartaments. Dels 58 habitatges principals, 46 estaven ocupats pels seus propietaris i 12 estaven llogats i ocupats pels llogaters; 2 tenien dues cambres, 7 en tenien tres, 17 en tenien quatre i 32 en tenien cinc o més. 47 habitatges disposaven pel capbaix d'una plaça de pàrquing. A 28 habitatges hi havia un automòbil i a 22 n'hi havia dos o més.

### Piràmide de població
La piràmide de població per edats i sexe el 2009 era:
| Homes | Edats   | Dones |
| ----- | ------- | ----- |
| 0     | 95 o +  | 0     |
| 0     | 90 a 94 | 0     |
| 0     | 85 a 89 | 0     |
| 4     | 80 a 84 | 4     |
| 8     | 75 a 79 | 12    |
| 4     | 70 a 74 | 0     |
| 4     | 65 a 69 | 12    |
| 0     | 60 a 64 | 4     |
| 12    | 55 a 59 | 0     |
| 8     | 50 a 54 | 8     |
| 0     | 45 a 49 | 0     |
| 0     | 40 a 44 | 4     |
| 4     | 35 a 39 | 0     |
| 0     | 30 a 34 | 4     |
| 8     | 25 a 29 | 8     |
| 8     | 20 a 24 | 0     |
| 0     | 15 a 19 | 0     |
| 0     | 10 a 14 | 0     |
| 12    | 5 a 9   | 4     |
| 8     | 0 a 4   | 8     |

## Economia
El 2007 la població en edat de treballar era de 77 persones, 45 eren actives i 32 eren inactives. De les 45 persones actives 39 estaven ocupades (24 homes i 15 dones) i 6 estaven aturades (3 homes i 3 dones). De les 32 persones inactives 18 estaven jubilades, 2 estaven estudiant i 12 estaven classificades com a «altres inactius».

### Ingressos
El 2009 a Aumeville-Lestre hi havia 65 unitats fiscals que integraven 155 persones, la mediana anual d'ingressos fiscals per persona era de 12.428 €.

### Activitats econòmiques
L'únic establiment que hi havia el 2007 era d'una empresa alimentària.
L'únic servei als particulars que hi havia el 2009 era una funerària.
L'únic establiment comercial que hi havia el 2009 era una fleca.
L'any 2000 a Aumeville-Lestre hi havia 8 explotacions agrícoles que ocupaven un total de 195 hectàrees.

## Poblacions més properes
El següent diagrama mostra les poblacions més properes.